# Levkó Revutski
Levkó (Lev) Mikoláiovich Revutski, en ucraniano: Левко́ Микола́йович Реву́цький, (Irzhavets, 8 de febrerojul./ 20 de febrero de 1889greg. – Kiev, 30 de marzo de 1977) fue un compositor, pedagogo y figura pública soviético y ucraniano.
Entre sus alumnos en el Instituto de Música Lisenko se encontraban los compositores Arkadi Filipenko y Valentín Silvéstrov.

## Biografía

### Juventud y educación
Levkó Mikoláiovich Revutski nació el 20 de febrero en Irzhavets, distrito de Priluksky de la gobernación de Poltava (actualmente en la región de Chernigov, Ucrania), en el seno de una familia del administrador de una escuela rural. Los padres del futuro compositor tenían una buena educación. Su talento musical se manifestó muy temprano y su madre comenzó a enseñar al joven Revutski a tocar el piano cuando apenas tenía cinco años. A los diez años ya demostraba habilidad para la improvisación y tenía un oído absoluto, lo que le valió el apodo de «diapasón».
En 1903 sus padres transfirieron a Revutski al gymnasium Gotlib Valker de Kiev y simultáneamente a la escuela de música de Mikola Tumanovski, donde estudió fortepiano con Mikola Lísenko. Revutski recordaba más tarde: «Lisenko se convirtió para mí en el primer ejemplo de ideales artísticos».
Tras graduarse en el gymnasium en 1907, ingresó en la Facultad de Física y Matemáticas de la Universidad de Kiev. En 1908, Revutski también ingresó en la facultad de Derecho y al mismo tiempo reanudó las clases de piano en la escuela de música de Kiev dirigida por la Sociedad Musical Rusa. Quedó muy impresionado por las visitas a Moscú y San Petersburgo, donde asistió al teatro y a conciertos.
Durante sus tres años de estudios en el primer curso de la escuela, Revutski obtuvo importantes éxitos. En 1911 pasó al nivel superior en la clase de G. Hodorovsky. Los estudios en clase de este maestro duraron varios años: de 1911 a 1913 en la escuela de música y después, en el recién inaugurado Conservatorio de Kiev. En el conservatorio, Revutski simultáneo sus estudios de piano con clases de composición con Glière. Continuó sus estudios universitarios.
En esta época se crearon la primera parte de la sonata para piano (en do menor), los bocetos de la primera sinfonía y el preludio del opus cuatro. Revutski se graduó de la universidad y del conservatorio en 1916 para partir a luchar en la Primera Guerra Mundial.

### Carrera musical
Desmovilizado en 1918, Revutski se trasladó a Pryluky. En 1924 Revutski fue invitado a Kiev para trabajar como profesor en el Instituto de Música y Teatro Lisenko. A partir de esta época se dedicó a la labor pedagógica, inicialmente como profesor; más tarde como profesor de Teoría musical y de Interpretación y Composición.
En la década de 1930 Revutski tuvo logros considerables como compositor. Además, creó sus sistemas músico-pedagógicos. Por sus méritos en el campo de la cultura, Revutski recibió el título de Artista del Pueblo de la República Socialista Soviética de Ucrania en 1942 y en 1944 Artista del Pueblo de la URSS. En el período de posguerra participó en la renovación de la vida artística y cultural de Ucrania. De 1944 a 1948 dirigió la Unión de Compositores de Ucrania. Revutski también fue elegido diputado del Sóviet Supremo de la República Socialista Soviética de Ucrania en varias convocatorias.
En 1950 asumió la enorme tarea de editar y preparar las obras de Mikola Lisenko para su publicación. En febrero de 1969, con motivo de su 80.º cumpleaños y por sus méritos creativos, Levkó Revutski recibió el título de Héroe del Trabajo Socialista. Falleció el 30 de marzo de 1977 en Kiev y está enterrado en el cementerio de Baikove.

### Legado
El legado creativo de Levkó Revutski se celebra en su Ucrania natal, donde sus contribuciones a la música vocal y orquestal se consideran una parte crucial de su patrimonio musical. Según Irene Rima Makarik y Virlana Tkacz, Revutski continuó y desarrolló los principios estéticos de Lisenko y Mikola Leontóvich.
Muchas de sus obras, incluida la Sinfonía n.° 2 y el Concierto para piano, se consideran los primeros ejemplos maduros de composiciones ucranianas en varios géneros. Revutski también hizo una importante contribución al desarrollo de los arreglos de canciones populares en Ucrania; compuso aproximadamente 120 en total.
Fuera de Ucrania, la recepción de Revutski ha sido más moderada. Marina Frolova-Walker describió su Sinfonía n.º 2 como estilísticamente «post-Kuchka»:

Es una obra bastante lograda y atractiva, aunque carente de originalidad. Fue compuesta en gran parte a mediados de la década de 1920, pero fue revisada para su interpretación en 1940 (y sonaba como si hubiera sido escrita en la década de 1890).

En las deliberaciones previas a las nominaciones para el Premio Stalin de 1941, la nominación original de Alejandro Nevski de Serguéi Prokófiev fue descartada en favor de la Sinfonía n.º 2 de Revutski. Según la documentación que se conserva de Mijail Jrapchenko, el presidente del Comité de Asuntos Artísticos, dijo que el cambio se hizo para compensar la falta de representación de las repúblicas soviéticas no rusas.: 58–59 

## Premios y honores
- Cuatro Órdenes de la Bandera Roja del Trabajo (1938, 1946, 1951, 1960)
- Artista Honorario de la República Socialista Soviética de Ucrania (1941)
- Premio Stalin, segunda clase (1941) – por la Sinfonía n.º 2
- Artista del Pueblo de la República Socialista Soviética de Ucrania (1942)
- Artista del Pueblo de la URSS (1944)
- Cuatro Órdenes de Lenin (1949, 1953, 1967, 1969)
- Premio Nacional Shevchenko (1966)
- Héroe del trabajo socialista (1969)
- Medalla por el Trabajo Valiente en la Gran Guerra Patria 1941-1945

## Obra

### Orquestal
- Sinfonía n.º 1 en la mayor, opus 3 (1916-1921, revisada en 1957)
- Sinfonía n.º 2 en mi mayor, opus 12 (1926-1927, revisada en 1940 y 1970)
- Kozachok (danza folclórica ucraniana) para orquesta (1929)
- Concierto para piano en fa mayor (1929)
- Concierto para piano n.° 2 en fa mayor, op. 18 (1934)

### Piano
- Sonata para piano Allegro en si menor opus 1 (1912)
- Tres preludios para piano opus 4 (1914)
- Dos preludios para piano opus 7
- Dos preludios para piano opus 11 (1924)
- Dos piezas para piano opus 17 (1929)

### Obra vocal
- "Todo el año" para solistas, coro y piano (letra de Oleksandr Oles), opus 5 (1923)
- Justina, cantata (letra de T. Shevchenko) para solistas, coro y piano (1923)
- Sonechko, arreglos de canciones populares para voz y piano (1925)
- Canciones cosacas, arreglos de canciones populares para voz y piano (1926)
- Canciones de Galitzia, arreglos de canciones populares para voz y piano, opus 14 (1926-1927)
- Monólogo de Tarás Bulba para bajo y orquesta (letra de Maksym Rylsky ) (1936)
- Canción festiva para coro y orquesta (letra de Maksim Rilski) (1949)
- Oda-canción, poema vocal-sinfónico (1957)

### Orquestaciones
- Orquestación (reestructuración y montaje de la ópera y composición adicional de la obertura) de la ópera Tarás Bulba de Mikola Lisenko (con Boris Liatoshinski)
- Concierto para piano de Viktor Kosenko

### Música de cámara
- Intermezzo para violín y piano
- Sonata para violonchelo
- balada para violonchelo y piano (1933)
- música incidental
- música de cine